# Lagos Gokyo

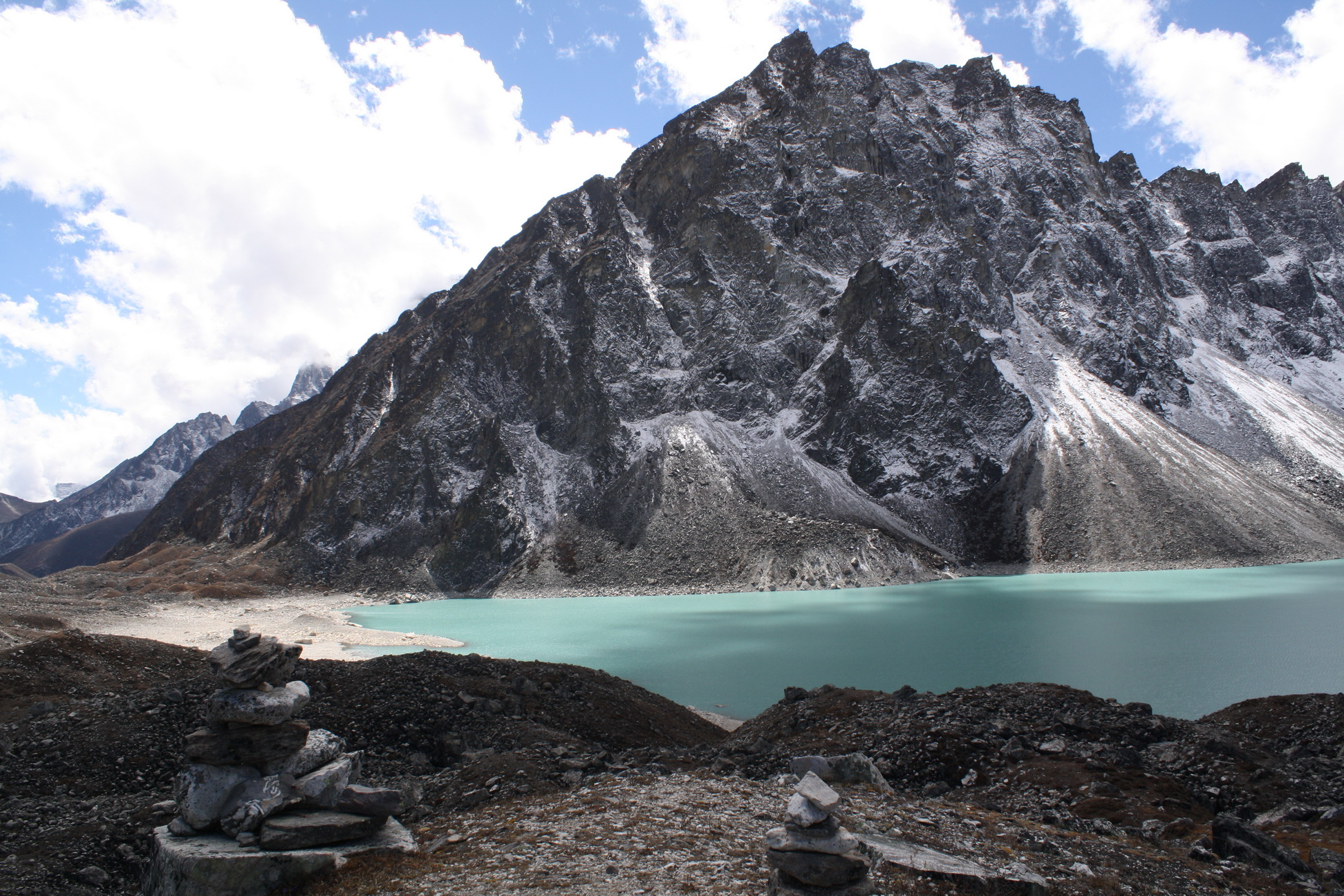
Lago de Thonak

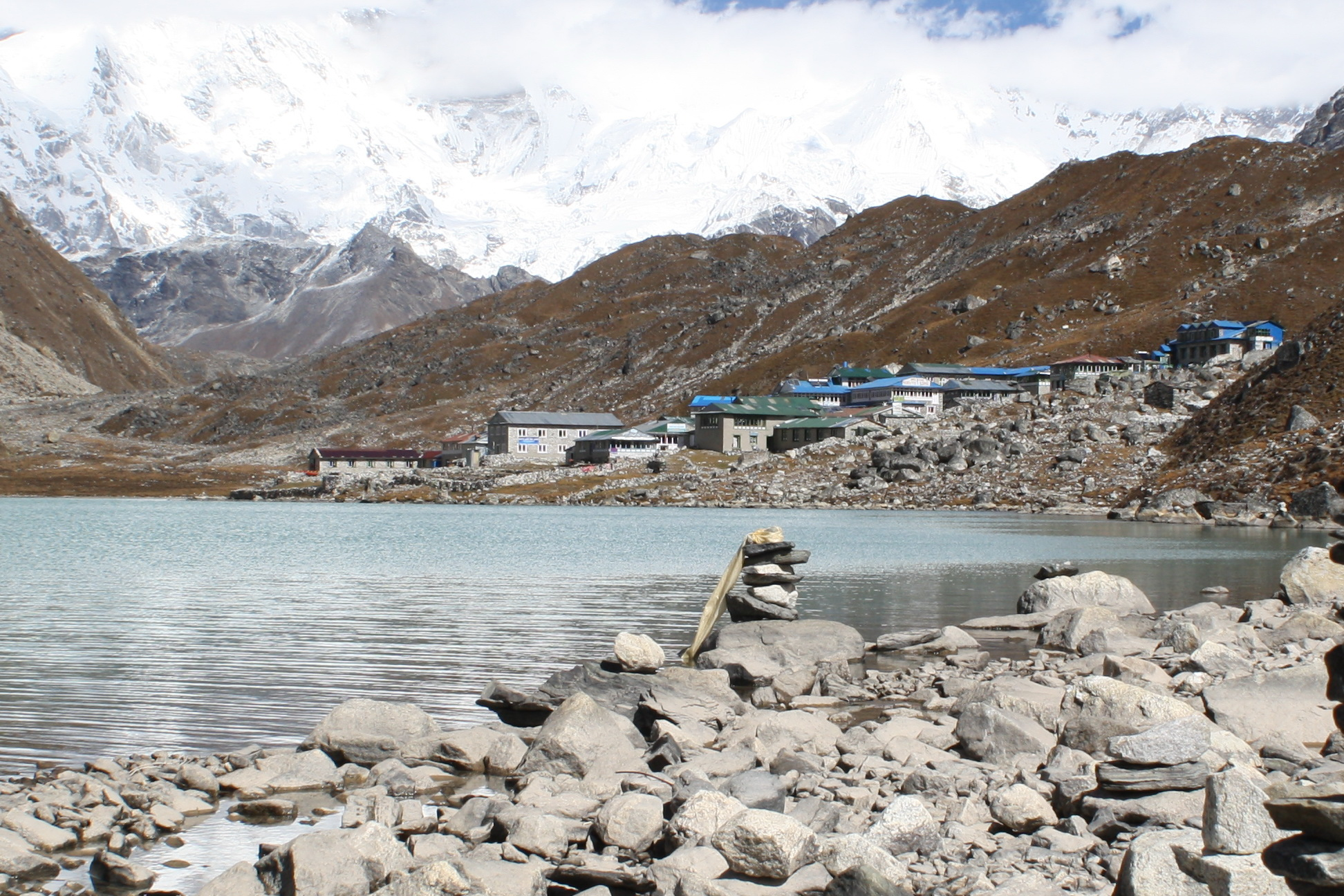
Lago de Duth Pokhari

Os Lagos Gokyo são lagos oligotróficos localizados a uma altitude de 4 700 a 5 200 m acima do nível do mar, no Parque Nacional de Sagarmatha, Nepal.
Estes lagos são o mais alto sistema mundial de água doce, compreendendo seis principais lagos, dos quais o Lago Thonak é o maior. Em setembro de 2007, Gokyo e as zonas húmidas associadas a eles, com 7 770 ha (30,0 sq mi) foram designados um sítio integrante da Lista de Zonas Húmidas de Importância Internacional  (sítio Ramsar).

## Sistema hidrográfico
Os Lagos Gokyo estão localizados no distrito de Solukhumbu na zona Sagarmatha, nordeste da Nepal.
Gokyo Tsho, também chamado de Dudh Pokhari, é o lago principal, com uma área de 42,9 ha (106 acres), o vilarejo de Gokyo situa-se em sua margem oriental. Thonak Tsho é o maior lago com uma área de 65,07 ha (160,8 hectares). Gyazumpa Tsho é de 29 ha (72 acres) de tamanho, seguido de Tanjung Tsho (ou Tabuche Tsho) com uma área de 16,95 ha (41,9 acres), e Ngojumba Tsho com uma área de 14,39 ha (35,6 acres). Eles se alimentam de águas provenientes de várias fontes, como a infiltração da Geleira Ngozumpa, a maior do Nepal, com aproximadamente 20 km de comprimento, e que inicia nas encostas do monte Cho Oyu e de águas provenientes de outras geleiras menores. A nascente do Rio Duth Kosi é nos lagos Taboche e no Longponga, sendo o rio ao longo de seu curso alimentado das águas provenientes das geleiras circundantes.
Estes lagos são mais profundos do que anteriormente assumido pelos pesquisadores. O quarto lago (Thonak Tsho) é o mais profundo com (62.4m) seguido do Lago Gokyo com 43 m Uma conexão direta entre o Lago Gokyo e os superiores Thonak Tsho e Ngozumpa Tsho não foi observada, mas estes lagos podem estar conectados através de infiltração de água no subsolo. Este sistema de lagos é naturalmente vulnerável, uma vez que está em uma zona ecologicamente frágil e instável.
Este sistema de lagos, com uma totalidade de 19 lagos situados entre a altitude de 4 700 a 5 200 m se espalha por uma área de 196,2 ha (485 acres).

## Significado religioso
Os Lagos Gokyo são considerados sagrados pelas religioes hindu e budista. Todo ano, durante o festival Purnima Janai que ocorre geralmente no mês de agosto, cerca de 500 hindus banham-se nos lagos considerados sagrados. O lugar é adorado como o local de moradia da "Nag Devata" (Deus Serpente). Um templo das divindades hindu, Vishnu e Shiva está situado no canto ocidental da lago. A crença de que as aves e os animais selvagens da região não devem ser molestados tem tradicionalmente protegido fauna.

## Turismo
Gokyo é um dos destinos turísticos mais populares no Parque Nacional de Sagarmatha, para quem vai em direcção ao acampamento base do Monte Everest ou retorna dele. O vilarejo de Gokyo, localizado em 4 790 metros de elevação, é o principal centro na área, está situado a três dias a pé de Namche Bazaar. A visita à área, muitas vezes inclui a escalada do Gokyo Ri (5 360m).
Em média 7 000 turistas visitam anualmente os Lagos Gokyo.

## Imagens

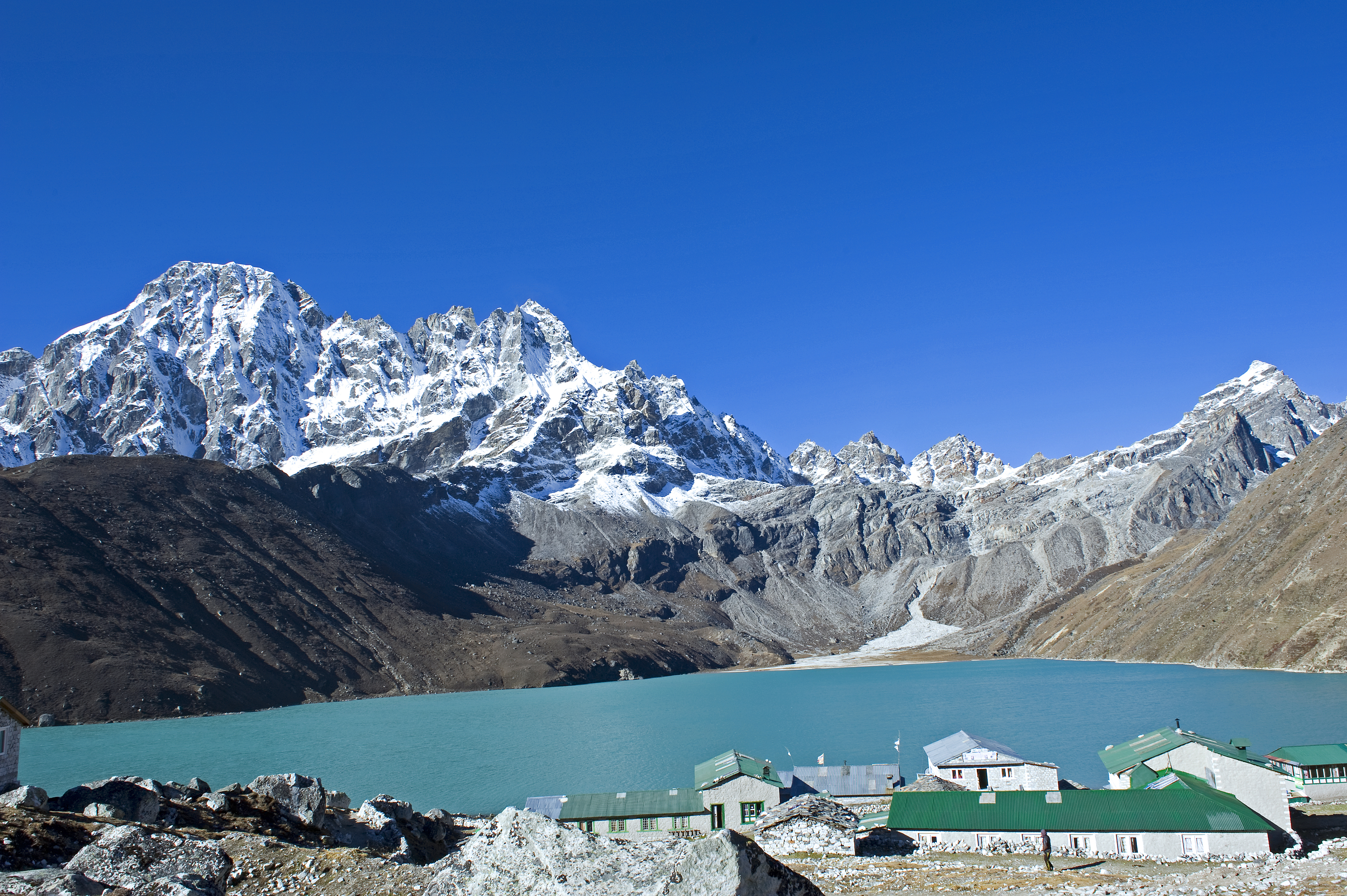
Vista do lago do vilarejo de Gokyo
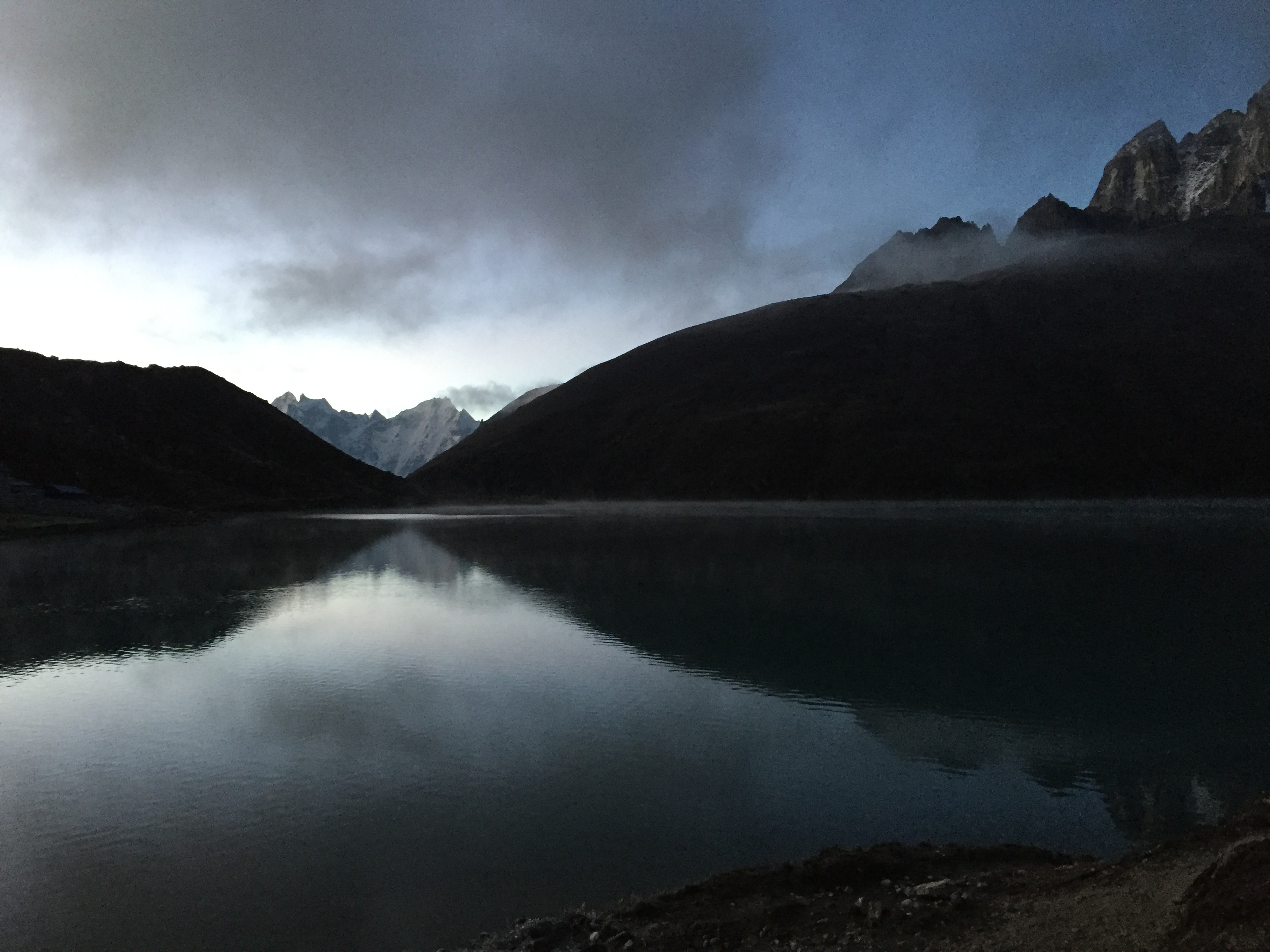
Vista do terceiro lago ao anoitecer
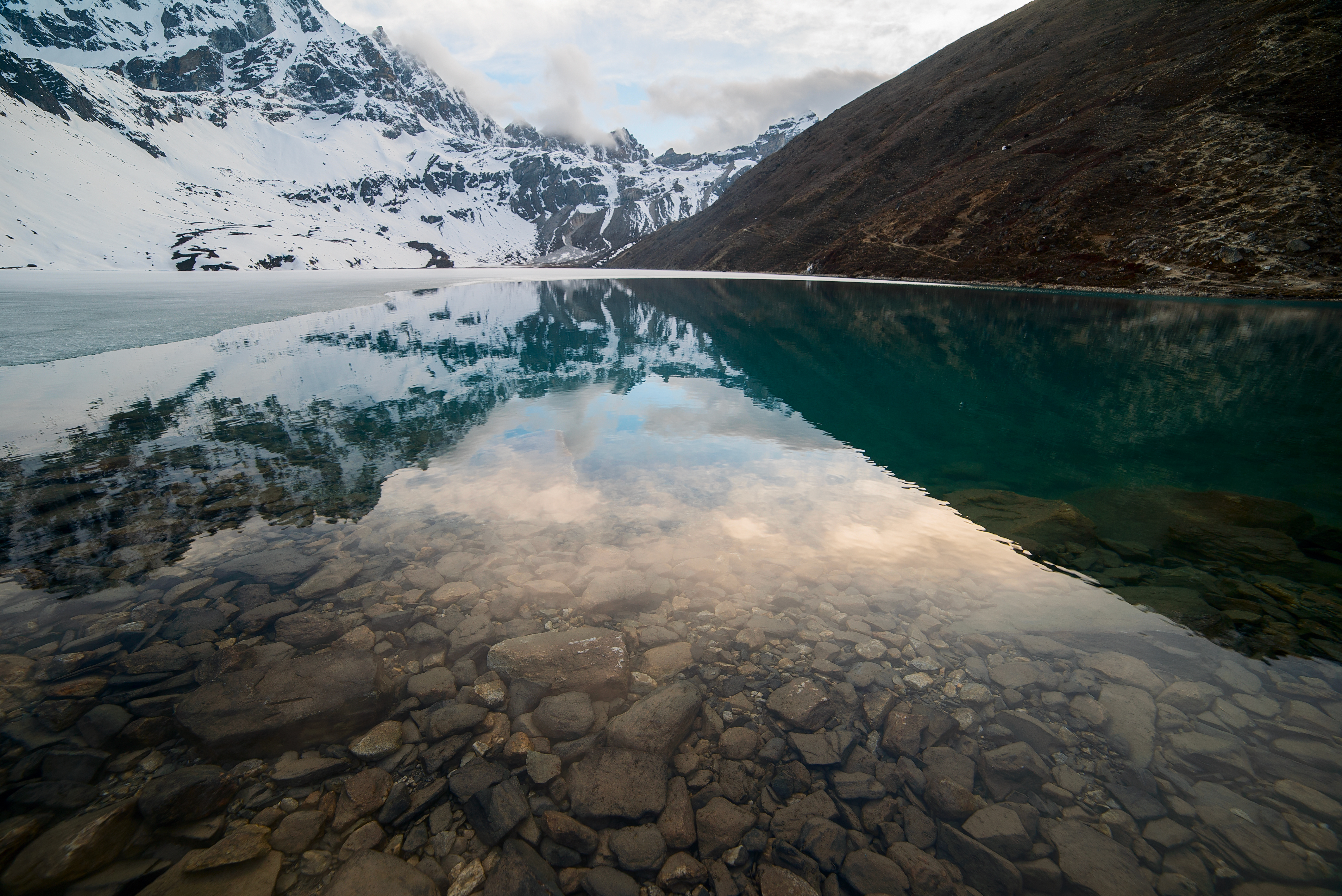
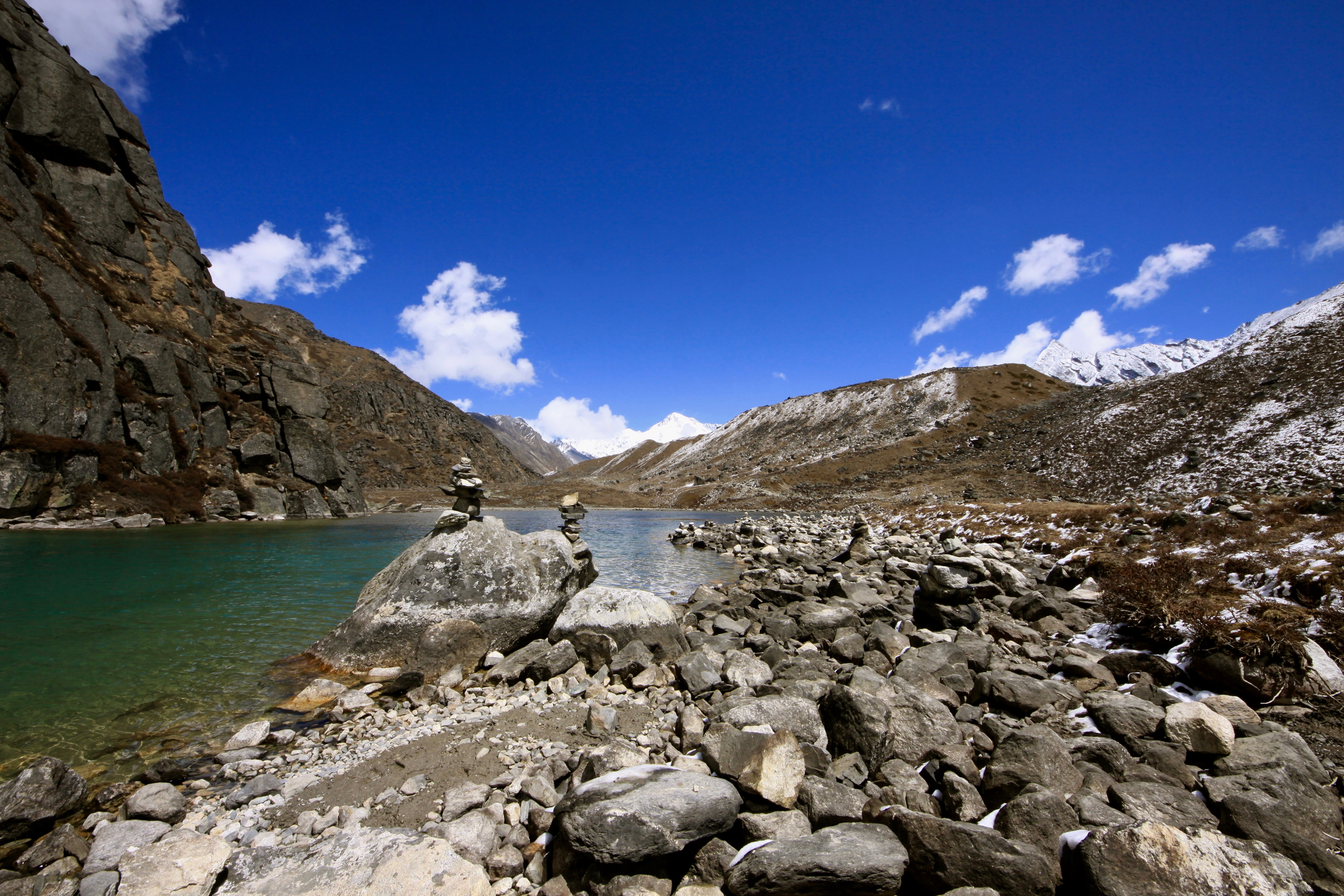
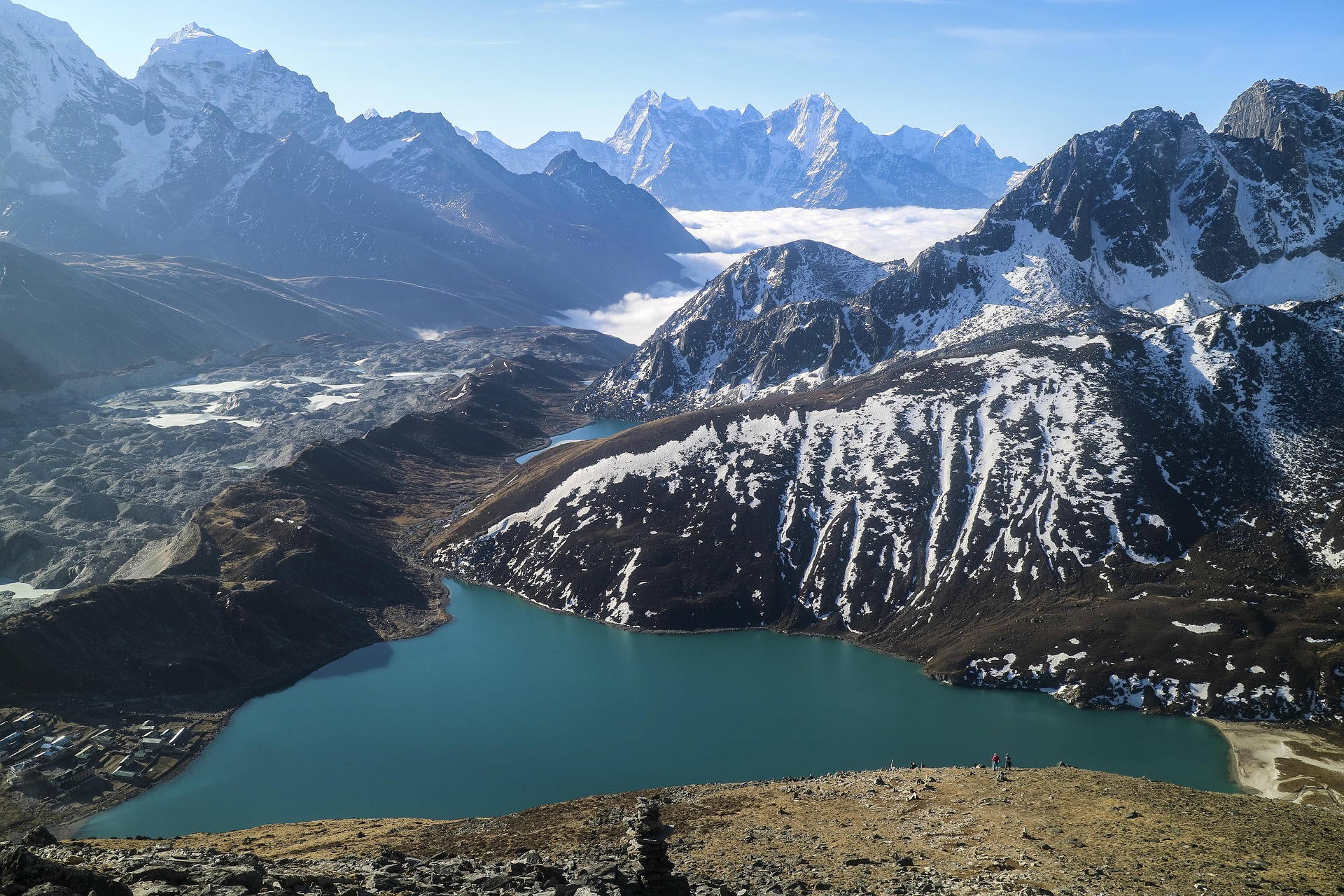
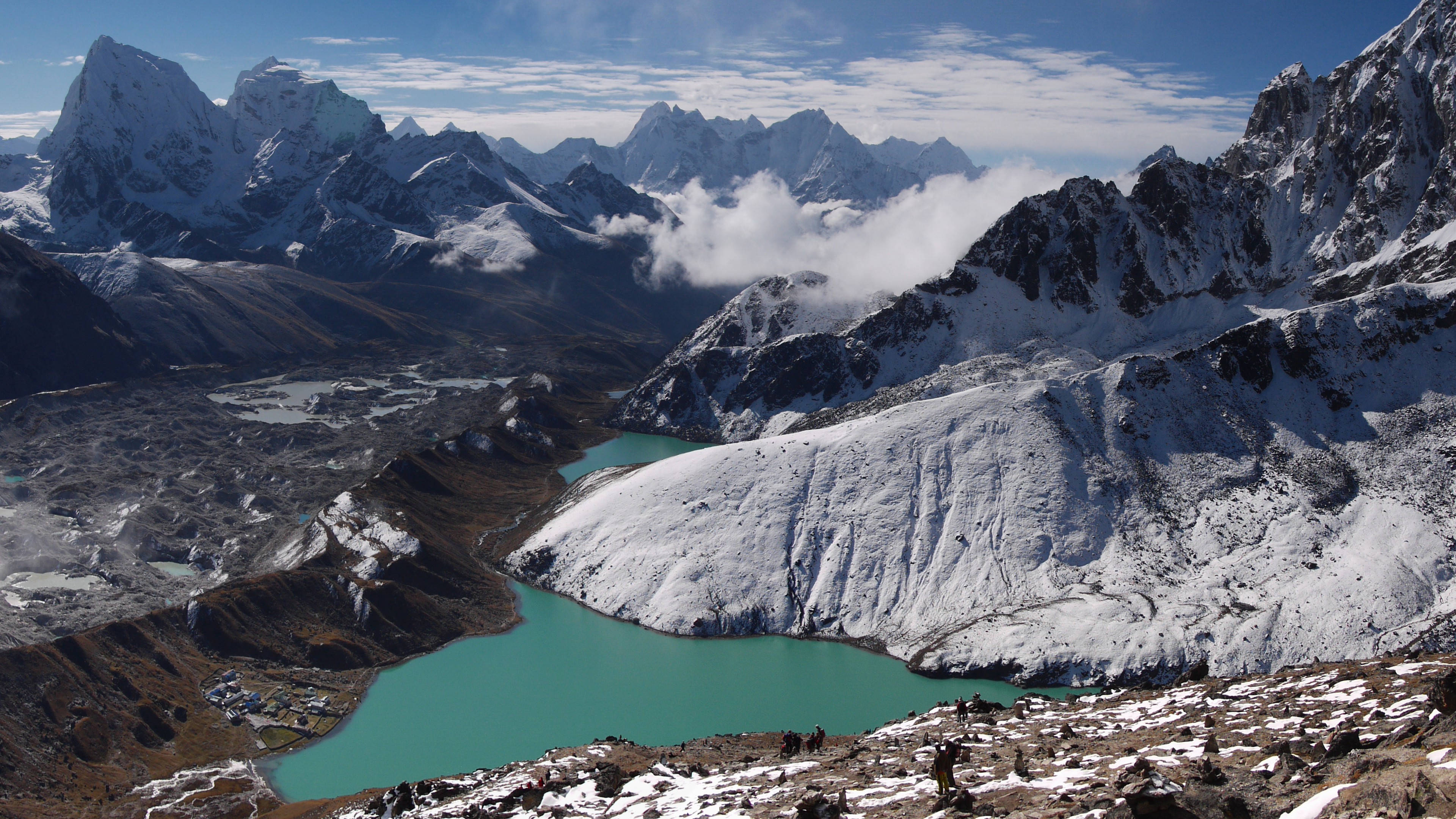